# Orcya marmoris
Orcya marmoris är en fjärilsart som beskrevs av Druce 1907. Orcya marmoris ingår i släktet Orcya och familjen juvelvingar. Inga underarter finns listade i Catalogue of Life.